# باشگاه ورزشی لاتسیو
مجموعهٔ ورزشی لاتسیو (به ایتالیایی: Società Sportiva Lazio) یک باشگاه فوتبال ایتالیایی در شهر رم است که در لیگ سری آ رقابت می‌کند. لاتسیو در مجموع ۳۷ زیرمجموعهٔ ورزشی دارد که بیشتر از هر انجمن ورزشی دیگر در اروپا است.
پیراهن اصلی این تیم، به رنگ  آبی‌فیروزه‌ای با شرت سفید است. بازی‌های خانگی به‌طور مشترک با رقیب بزرگ یعنی رم در ورزشگاه المپیک رم برگزار می‌گردد، ورزشگاهی با ظرفیت بالای ۷۰٬۰۰۰ نفر که پس از سن سیرو بزرگ‌ترین ورزشگاه در ایتالیا می‌باشد.
لاتسیو تاکنون دو بار سری آ را فتح کرده‌است .اولین بار در فصل ۷۴–۱۹۷۳ قم خورد ولی دومین قهرمانی که در فصل  ۲۰۰۰–۱۹۹۹ رقم خورد حرف و حدیث فراوانی را رقم زد. باشگاه  در سال ۱۹۹۷ نیمکت را به  سون یوران اریکسون سپرد و   شروع به جذب ستاره ها کرد و دقیقا در جشن یکصدمین سال تاسیس باشگاه ، این تیم قهرمانی دوم را در لیگ کسب کرد. درحالی‌که انتظار می‌رفت لاتزیو چند فصلی در کورس قهرمانی باشد  از فصل بعد دوباره تبدیل به همان تیم متوسط رو به بالا  شد. این ماجرا هواداران این تیم را به این باور رسانده که مالکان باشگاه نگاه قهرمان محور ندارند .  لاتزیو شش عنوان قهرمانی  کوپا ایتالیا ، ۵ قهرمانی در سوپر جام فوتبال ایتالیا   و یک قهرمانی جام یوفا و همچنین یک قهرمانی جام در جام اروپا را تا به امروز کسب کرده‌است.

## پیشینه

### از ابتدای تأسیس تا پس ازجنگ جهانیدوم (۱۹۴۹–۱۹۰۰)
Società Podistica Lazio یا باشگاه دو و میدانی لاتزیو یا لاتسیو در ۹ ژانویه ۱۹۰۰ در ناحیه Prati شهر رم تأسیس شد. هدف از تأسیس باشگاه دربرگرفتن بیشتر شهر رم بود. ۹ عضو اصلی تأسیس‌کنندهٔ باشگاه، نام Lazio که استان در برگیرندهٔ شهر رم است را برای باشگاه انتخاب کردند.
در ۱۹۰۱، یکی از اعضای Racing Club de Paris فوتبال را وارد باشگاه لاتزیو کرد تا لاتزیو قدیمی‌ترین تیم فوتبال شهر رم و یکی از قدیمی ترین‌ها در ایتالیا باشد. تیم فوتبال به سرعت تشکیل شد، اگرچه اولین مسابقات رسمی در سال ۱۹۰۲ انجام شد. اولین مسابقه در تاریخ ۱۶ ماه May سال ۱۹۰۲ برگزار شد که حاصل آن برد ۳–۰ مقابل Societa Sportiva Virtus (که اکنون این تیم از بین رفته‌است) بود.
لاتزیو در ۱۹۱۲ به محض اینکه فدراسیون فوتبال ایتالیا اقدام به سازماندهی رقابت‌های قهرمانی در مرکز و جنوب ایتالیا کرد، به رقابت‌های لیگ ملحق شد و سه بار به مرحله پایانی رقابت‌های پلی آف راه یافت، اما با شکست در ۱۹۱۳ به Provercellie، در ۱۹۱۴ به Casale و در ۱۹۲۳ به Genoa ۱۸۹۳ هرگز موفق به قهرمانی نشد.

### دهه ۱۹۵۰ و ۶۰
دههٔ ۱۹۵۰ ترکیبی از نتایج خوب و متوسط بود که با عنوان قهرمانی جام حذفی در ۱۹۵۸ همراه بود.
در سال ۱۹۶۱ لاتزیو برای نخستین بار به سری بی سقوط کرد، اما دو سال بعد مجدداً به سری آ بازگشت. زیر نظر خوان کارلوس لورنزو مربی آرژانتینی، در ۱۹۶۴ لاتزیو با خط دفاعی مستحکم خود مقام معتبر هشتم را کسب کرد (با تنها ۲۱ گل زده و ۲۴ گل خورده). برد ۳–۰ خارج از خانه مقابل یوونتوس بهترین نتیجهٔ فصل بود.
ستارهٔ آن سال‌ها Nello Governato هافبک تیم بود که بعدها به عنوان مربی باشگاه مشغول به کار شد. لاتزیو در ۱۹۶۷ سقوط کرد و سال بعد به سری آ بازگشت و در میان تیم‌های بالای جدول در رتبهٔ هشتم قرار گرفت.

### دهه ۱۹۷۰
دههٔ ۱۹۷۰ درست همانند دههٔ ۱۹۶۰ با سقوط به سری بی در فصل ۷۱–۱۹۷۰ همراه بود. اگرچه پیشرفت در سال‌های بعدی نخستین دورهٔ حقیقی موفق باشگاه را سبب شد. لاتزیو در فصل ۷۳–۱۹۷۲ با تیمی شامل جوزپه ویلسون کاپیتان متولد انگلیس در دفاع، لوچانو ره چکونی و Mario Frustalupi در هافبک، Renzo Garloschelli و جورجو کینالیا در حمله و مربیگری توماسو مائسترلی قدم به مسابقات گذاشت. با گل‌های کینالیا و دفاع قدرتمند تیمی، لاتزیو به عنوان یک شگفتی ظاهر شد و با میلان و یوونتوس برای اسکودتو رقابت می‌کرد. اما شکست در روز پایانی مسابقات در ناپولی با یک گل دیر هنگام باعث شد یوونتوس با پیروزی در برابر آ اس رم رقیب لاتزیو عنوان را کسب کند.
این پیش‌درآمدی برای فصل ۷۴–۱۹۷۳ بود، زمانی که لاتزیو تمام فصل در صدر جدول بود و اولین عنوان لیگ خود را کسب کرد. این قهرمانی ادامه پیدا نکرد، چرا که لاتزیو فصل بعدی را با رتبه چهارم به پایان رساند، در فصل ۷۶–۱۹۷۵ برای فرار از سقوط تقلا می‌کرد، در فصل ۷۷–۱۹۷۶ رتبهٔ پنجم را کسب کرد و در فصل ۷۸–۱۹۷۷ نیز در میانهٔ جدول فصل را به اتمام رساند. مرگ غم‌انگیز لوچانو ره چکونی و توماسو مائسترلی به اضافهٔ جدایی جورجو کینالیا یک تراژدی سه‌گانه برای لاتزیو بود. برونو جوردانو با کسب عنوان بهترین گلزن لیگ در ۱۹۷۹ توانست تا حدی برای تیم تسکین باشد، زمانی که لاتزیو لیگ را هشتم به پایان رساند.
لاتزیو در سال ۱۹۸۰ به دلیل تبانی در مسابقاتش به همراه میلان به سری بی فرستاده شد. لاتزیو سه فصل در لیگ دسته دوم ایتالیا باقی‌ماند تا سیاه‌ترین قسمت تاریخ باشگاه رقم بخورد. تیم در ۱۹۸۳ به سری آ بازگشت و در فصل جدید در روز آخر موفق شد از سقوط فرار کند. فصل ۸۵–۱۹۸۴ فصل بسیار غم‌انگیزی برای لاتزیو بود به‌طوری‌که با ۱۵ امتیاز، رتبه آخر لیگ را کسب کرد (با وجود بازیکنان با استعدادی مثل Francesco Dell'Anno و Francesco Fonte).
در ۱۹۸۶، لاتزیو به دلیل وارد آمدن تهمت شرکت یک بازیکنش به اسم Claudio Vinazzani در شرط‌بندی، با کسر ۹ امتیاز جریمه شد (که در روزهایی که هر برد ۲ امتیاز داشت ضربت مهلکی برای تیم بود). در همان فصل رقابت‌های سری بی لاتزیو یک نبرد حماسی برای فرار از سقوط داشت. با مربیگری Eugenio Fascetti، لاتزیو تنها پس از پیروزی پلی آف برابر Taranto و Campobasso از سقوط به سری سی نجات یافت. در ۱۹۸۸ لاتزیو به سری آ بازگشت و زیر نظر مدیریت مالی با دقت Gianmarco Calleri، موقعیت باشگاه به عنوان یک باشگاه قدرتمند تثبیت شد.

### دهه ۱۹۹۰
ورود Sergio Cragnotti در ۱۹۹۲ تاریخ باشگاه را برای همیشه تغییر داد چرا که او خود را برای سرمایه‌گذاری بلند مدت بر روی بازیکنان جدید به منظور ساختن تیمی که بتواند در سطح سری آ رقابت کند، آماده می‌کرد. Cragnotti مکرراً با آوردن بازیکنانی که ستاره‌های بزرگ شناخته می‌شدند رکورد بازار نقل و انتقالات را می‌شکست. خوان سباستین ورون با ۱۸ میلیون یورو، کریستین ویری با ۱۹ میلیون یورو و شکنندهٔ رکورد نقل و انتقالات دنیا -اگرچه تنها برای چند هفته- خرید هرنان کرسپو از پارما با ۳۵ میلیون یورو بود.
در ۱۹۹۳ لاتزیو در Serie A فصل را پنجم تمام کرد، چهارم در ۱۹۹۴، دوم در ۱۹۹۵، سوم در ۱۹۹۶، و مجدداً چهارم در ۱۹۹۷، سپس در ۱۹۹۹ در روز آخر تنها با یک امتیاز اختلاف عنوان قهرمانی را به آث میلان واگذار کرد. سرانجام لاتزیو با بازیکنانی همچون سینیشا میهایلوویچ، و آلساندرو نستا و پاول ندود موفق شد در ۲۰۰۰ دومین Scudetto را فتح کند. در همان سال لاتزیو جام حذفی را نیز فتح کرد تا با سون یوران اریکسون (بین ۱۹۹۷–۲۰۰۰) به عنوان مربی موفق شود بنا بر استاندارد ایتالیائی double کند. گفتنی است لاتزیو در سال‌های ۱۹۹۸ و ۲۰۰۴ دو عنوان دیگر Coppa Italia را نیز به‌دست آورد.
لاتزیو همچنین در آخرین سال برگزاری رقابت‌های Uefa Cup winers' cup در ۱۹۹۹ به عنوان قهرمانی دست یافت و در ۱۹۹۸ نیز به فینال رقابت‌های UEFA Cup راه یافت، اما ۰–۳ مقابل اینتر میلان و ستارهٔ این تیم رونالدو شکست خورد. لاتزیو دو بار عنوان Italian Super Cup را کسب کرد و با شکست Manchester United در ۱۹۹۹ قهرمان European Super Cup شد. لاتزیو همچنین اولین باشگاه ایتالیائی بود که به بازار سهام Italian Piazza Affari راه یافت.

### ۲۰۰۰ تا اکنون - تنزل و احیای مجدد
لاتزیو این دهه را با درخشانی با بردن Italian Super Cup و کسب رتبه سوم در لیگ آغاز کرد اما عزیمت سون یوران اریکسون نزول باشگاه را تسریع کرد. با به آخر رسیدن پول، یا هدر دادن آن برای خریدهای شکست خورده‌ای مثل گایزکا مندیتا با ۲۸ میلیون یورو، لاتزیو شرایط حضور در UEFA Champions League در فصل ۲۰۰۱/۲۰۰۲ را از دست داد و فصل را با رتبه ناامیدکنندهٔ ششم به پایان رساند.
با رسوایی مالی که Cragnotti و کارخانجات زنجیره‌ای او به نام Cirio را درگیر می‌کرد، وی مجبور شد باشگاه را در ۲۰۰۲ ترک کند و لاتزیو تا ۲۰۰۴ با سرپرستی مالی مدیران و شرکای بانکی کنترل شد. این مسئله باشگاه را مجبور کرد تا بازیکنان ستاره و حتی نماد باشگاه -کاپیتان تیم آلساندرو نستا را به سرعت بفروشد. متعاقباً لاتزیو به Claudio Lotito که هم‌اکنون بزرگ‌ترین سهامدار باشگاه است، فروخته شد.
در آن تابستان، ستارهٔ سابق ۳۶ سالهٔ لاتزیو، پائولو دی کانیو موافقت کرد به باشگاه بپیوندد. در فصل ۲۰۰۶–۲۰۰۵ لاتزیو بسیاری از بازیکنان قدیمی مثل فرناندو کوتو، و پائولو نگرو و جولیانو جانیکدا که حاضر نشده بودند دستمزد خود را کاهش دهند و از طرف باشگاه اجازهٔ خروج دریافت کرده بودند، را از دست داد. فصل ۲۰۰۶–۲۰۰۵ تحت مربیگری Delio Rossi، لاتزیو با تیمی متشکل از قدیمی‌های باقی‌مانده مثل آنجلو پروتزی و هافبک‌های محبوب طرفداران، فابیو لیورانی و Ousmane Dabo و با تزریق بازیکنان با انگیزه با دستمزد پائین‌تر، بالاتر از انتظارات ظاهر شد. ثابت شد که این خط مشی موفقیت‌آمیز است چرا که باشگاه جواز حضور در UEFA Cup ردر فصل ۰۷–۲۰۰۶ را به‌دست آورد.
در ۱۴ ژوئیه، اعلام شد که لاتزیو بخاطر شرکت در رسوایی تعیین نتیجهٔ مسابقات از پیش (match-fixing scandal)، با ۷ امتیاز منفی به رقابت‌های Serie B فرستاده شده‌است. درخواست استیناف باشگاه موفقیت‌آمیز بود و دادگاه در ۲۵ ژوئیه، جریمهٔ لاتزیو را به ۱۱ امتیاز منفی در فصل آتی Serie A (که چندی بعد به ۳ امتیاز کاهش یافت) و کسر ۳۰ امتیاز در فصل قبلی Serie A کاهش داد که باعث شد لاتزیو فرصت حضور در UEFA Cup را از دست دهد.
با وجود این، لاتزیو به عنوان سوم لیگ در فصل ۲۰۰۶/۲۰۰۷ دست یافت و چیزی نمانده بود که رکورد بردهای متوالی باشگاه را بشکند. تیم فعلی ۸ برد متوالی کسب کرد که قابل مقایسه با ۹ برد متوالی تیم برندهٔ Scudetto در ۲۰۰۰ بود.

## رنگ‌ها و لقب‌ها
رنگ‌های سفید و آبی آسمانی از نشان ملی یونان الهام گرفته شده‌است، ناشی از این حقیقت که لاتزیو یک باشگاه ورزشی مخلوط است که در به رسمیت شناختن بازی‌های المپیک باستانی و اینکه سنت ورزش کردن در اروپا به یونان پیوند یافته‌است، ایجاد شده‌است.
لاتزیو در اصل یک پیراهن که به بخش‌های آبی آسمانی و سفید تقسیم می‌شد، با شورت و جوراب سیاه می‌پوشید. رنگ‌های باشگاه لقب ایتالیائی باشگاه یعنی بیانکوچلسکی (سفید و آبی‌ها) را به‌وجود آورده‌است.
سمبل و نشان سنتی باشگاه لاتزیو عقاب است، که توسط «لوییجی بیگارلی»، عضو تأسیس‌کنندهٔ باشگاه انتخاب شد و تصدیقی بر نشان سپاه امپراطوری روم است که سپاه روم این نشان را زمانی که به رزم می‌رفت با خود حمل می‌کرد. استفادهٔ لاتزیو از این نماد دو لقب برای باشگاه به‌وجود آورده‌است: «عقاب‌های جوان» و «عقاب‌ها».
نماد فعلی باشگاه یک عقاب طلائی را بالای یک سپر سفید با حاشیهٔ آبی، درون سپر، نام باشگاه و یک سپر سه جزئی کوچکتر با رنگ‌های باشگاه را نمایان می‌سازد.

## طرفداران و رقیبان
لاتزیو مطابق تحقیقات در آپریل سال ۲۰۰۶، با دارا بودن حدود ۳٫۵٪ طرفداران فوتبال ایتالیا، ششمین باشگاه پرطرفدار فوتبال در ایتالیا است.
گروه Irriducibili Lazio که در سال ۱۹۸۷ تأسیس شده هم‌اکنون بزرگ‌ترین گروه طرفداران متعصب باشگاه می‌باشد. این گروه بخاطر عقاید خاص سیاسی شان بدنام شده و توجه رسانه‌ها در سرتاسر جهان را معطوف کرده‌است. در روزهای مسابقه، این گروه پرچم‌هایی به سبک سنتی انگلیسی می‌سازد و معمولاً تنها برای دربی دلاکاپیتاله، پرچم‌های سنتی ایتالیائی می‌سازد.
دربی دلاکاپیتاله در کشورهای انگلیسی زبان با نام «دربی رم» شناخته می‌شود و مسابقه‌ای بین لاتسیو و رقیب اصلی‌اش باشگاه آ.اس. رم می‌باشد که در زمرهٔ احساسی‌ترین مسابقهٔ رقیبان فوتبالی در جهان است. لاتسیو همچنین یک رقابت شدید با باشگاه ناپولی دارد.
طرفداران لاتسیو رابطهٔ دوستانه‌ای با باشگاه اینتر، تریستیانا و هلاس ورونا دارند. همچنین با باشگاه‌هایی در نقاط دیگر اروپا از جمله رئال مادرید و چلسی نیز ارتباط دوستانه‌ای دارند.
در طی فصل ۲۰۰۴–۲۰۰۳ به احترام هواداران، باشگاه شماره ۱۲ را بایگانی کرد و اعلام کرد که دیگر به بازیکنی داده نخواهد شد.

## مالکیت
در حال حاضر، سهام لاتسیو بین «کلودیو لوتیتو» که ۶۱٫۳۱۲٪ را داراست و سایر سهامداران که ۳۸٫۶۸۸٪ باقی‌مانده را دارا هستند، تقسیم شده‌است. در کنار یوونتوس و رم، لاتزیو یکی از سه باشگاه ایتالیائی است که در بورس سهام ایتالیا ثبت شده‌است. در فصل ۰۵–۲۰۰۴ لاتزیو با برآورد درآمد ۸۳ میلیون یورویی، بیستمین باشگاه پر درآمد جهان بود.

## بازیکنان فعلی
تا تاریخ ۴ فوریه ۲۰۲۵
| شماره |          | پست   | بازیکن                                |
| ----- | -------- | ----- | ------------------------------------- |
| ۲     | فرانسه   | مدافع | ساموئل ژیگوت (قرضی از مارسی)          |
| ۳     | ایتالیا  | مدافع | لوکا پلگرینی (قرضی از یوونتونس)       |
| ۴     | اسپانیا  | مدافع | پاتریک گابارون (کاپیتان (فوتبال))     |
| ۵     | اروگوئه  | هافبک | ماتیاس وسینو                          |
| ۶     | ایتالیا  | هافبک | نیکولو روولا (قرضی از یوونتونس)       |
| ۷     | نیجریه   | هافبک | فیسایو دله باشرو (قرضی از هاتای‌اسپور) |
| ۸     | فرانسه   | هافبک | متئو گندوزی                           |
| ۹     | اسپانیا  | مهاجم | پدرو رودریگز                          |
| ۱۰    | ایتالیا  | هافبک | ماتیا زاکانی (کاپیتان)                |
| ۱۱    | آرژانتین | مهاجم | والنتین کاستیانوس                     |
| ۱۳    | ایتالیا  | مدافع | آلسیو رومانیولی                       |
| ۱۴    | هلند     | مهاجم | تیجانی نوسلین                         |
| ۱۸    | دانمارک  | مهاجم | گوستاو ایساکسن                        |
| ۱۹    | سنگال    | مهاجم | بولای دیا (قرضی از سالرنیتانا)        |
| ۲۰    | فرانسه   | مهاجم | لوم چائونا                            |

| شماره |           | پست       | بازیکن                                                |
| ----- | --------- | --------- | ----------------------------------------------------- |
| ۲۱    | مراکش     | هافبک     | رضا بلحیان                                            |
| ۲۳    | آلبانی    | مدافع     | السید هیسای                                           |
| ۲۵    | دانمارک   | مدافع     | اولیور پروستگارد                                      |
| ۲۶    | کرواسی    | هافبک     | توما باشیچ                                            |
| ۲۷    | آلمان     | هافبک     | آریون ابراهیموویچ (قرضی از باشگاه فوتبال بایرن مونیخ) |
| ۲۸    | ایتالیا   | هافبک     | آندره اندرسون                                         |
| ۲۹    | ایتالیا   | هافبک     | مانوئل لاتزاری                                        |
| ۳۰    | پرتغال    | مدافع     | نونو تاوارس (قرضی از آرسنال)                          |
| ۳۴    | اسپانیا   | مدافع     | ماریو خیلا                                            |
| ۳۵    | یونان     | دروازه‌بان | کریستوس منداس                                         |
| ۶۴    | اسپانیا   | مهاجم     | Mahamadou Baldé                                       |
| ۷۶    | برزیل     | مدافع     | فیلیپه بوردون                                         |
| ۷۷    | مونته‌نگرو | مدافع     | آدام ماروشیچ                                          |
| ۹۴    | ایتالیا   | دروازه‌بان | ایوان پروودل                                          |

## افتخارات

### ملی
- سری آ

قهرمان (۲): ۱۹۷۳–۷۴, ۱۹۹۹–۲۰۰۰
- جام حذفی فوتبال ایتالیا

قهرمان (۷): ۱۹۵۸, ۱۹۹۷–۹۸, ۱۹۹۹–۲۰۰۰, ۲۰۰۳–۰۴, ۲۰۰۸–۰۹, ۲۰۱۲–۱۳, ۲۰۱۸–۱۹
- سوپر جام فوتبال ایتالیا

قهرمان (۵): ۱۹۹۸, ۲۰۰۰, ۲۰۰۹, ۲۰۱۷, ۲۰۱۹
- سری بی

قهرمان (۱): ۱۹۶۸–۶۹

### اروپا
- جام برندگان جام اروپا

قهرمان (۱): ۱۹۹۹
- سوپرجام اروپا

قهرمان (۱): ۱۹۹۹